# Comunità Montana Zona del Lambro e del Mingardo

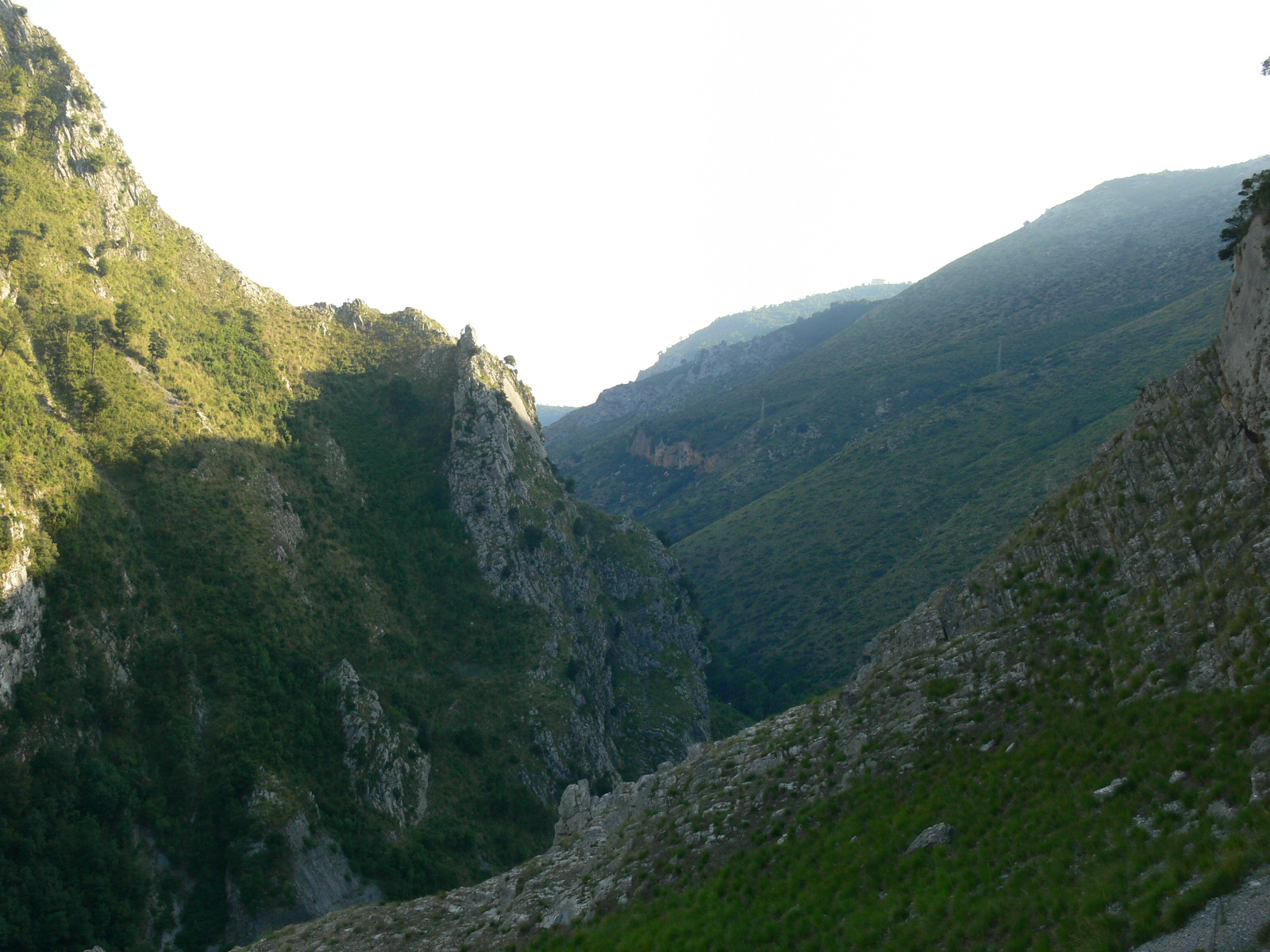
Mingardo - Schlucht bei San Severino (Centola)

Die Comunità Montana Zona del Lambro e del Mingardo ist eine Vereinigung aus vierzehn Gemeinden in der italienischen Provinz Salerno in der Region Kampanien.
Das Gebiet der Comunità Montana del Calore Salernitano umfasst die Gemeinden rund um die Flüsse Lambro und Mingardo und hat eine Ausdehnung von 458 km².
In den vierzehnköpfigen Rat der Comunità entsenden die Gemeinderäte der beteiligten Kommunen je ein Mitglied.

## Mitglieder
Die Comunità umfasst folgende Gemeinden:
- Alfano
- Ascea
- Camerota
- Celle di Bulgheria
- Centola
- Cuccaro Vetere
- Futani
- Laurito
- Montano Antilia
- Pisciotta
- Roccagloriosa
- Rofrano
- San Giovanni a Piro
- San Mauro la Bruca